# 알스벤스칸
알스벤스칸(스웨덴어: Allsvenskan)은 스웨덴의 최상위 프로 축구 리그이다. 리그는 1924년에 처음 시작되었는데, 이전에 존재했던 리그는 스벤스카 세리엔이라 불리는데, 1910년부터 1924년초까지 존재했던 리그이다. 2008시즌부터 이전의 14개 클럽에서 16개 클럽으로 확장하여 리그를 진행한다.
16개 클럽이 3월부터 10월까지의 리그를 진행한다. 팀마다 두 경기씩 하여 모두 30라운드의 경기를 치르게 된다. 알스벤스칸에서 15, 16위를 기록한 팀은 수페레탄으로 강등되며, 14위팀은 수페레탄에서 3위를 기록한 팀과 승강 플레이오프를 통하여 강등 혹은 잔류가 결정된다.
알스벤스칸의 우승 팀은 UEFA 챔피언스리그 1차예선에 나가고, 2~3위팀과 컵대회 우승 팀은 UEFA 유로파컨퍼런스리그 2차예선에 진출하게 된다.

## 현재 시즌 참가 구단
알스벤스칸 2024 시즌 참가 구단
| 축구팀          | 위치         | 경기장              | 관중수용규모 |
| --------------- | ------------ | ------------------- | ------------ |
| AIK 솔나        | 솔나         | 프렌즈 아레나       | 54,000       |
| BK 헤켄         | 예테보리     | 브라비다 아레나     | 6,500        |
| 데게르포르스 IF | 데게르포르스 | 스토라 발라         | 7,500        |
| 유르고르덴 IF   | 스톡홀름     | 텔레2 아레나        | 33,000       |
| GIF 순스발      | 순스발       | NP3 아레나          | 8,000        |
| 함마르뷔 IF     | 스톡홀름     | 텔레2 아레나        | 33,000       |
| IF 엘프스보리   | 부로스       | 부로스 아레나       | 16,899       |
| IFK 예테보리    | 예테보리     | 감라 울레비         | 18,900       |
| IFK 노르셰핑    | 노르셰핑     | 뉘아 파르켄         | 15,734       |
| IK 시리우스     | 웁살라       | 뉘아 스투덴테르나스 | 10,000       |
| 칼마르 FF       | 칼마르       | 굴드포겔른 아레나   | 12,182       |
| 말뫼 FF         | 말뫼         | 엘레다 스타디온     | 22,500       |
| 미엘뷔 AIF      | 헬레빅       | 스트란발렌          | 6,750        |
| 바르베리 BoIS   | 바리베리     | 포스크베리스발렌    | 4,500        |
| IFK 베르나모    | 베르나모     | 핀베스발렌          | 5,000        |
| 외레브로 SK     | 외레브로     | 에위라발렌          | 12,645       |

## 같이 보기
- 다말스벤스칸
- 수페레탄